# Valerio Bertotto
Valerio Bertotto (ur. 15 stycznia 1973 w Turynie) – włoski piłkarz występujący na pozycji prawego obrońcy. Obecnie nie gra w żadnym klubie.

## Kariera klubowa
Valerio Bertotto zawodową karierę rozpoczynał w 1990 roku w klubie Alessandria Calcio, dla której rozegrał 26 spotkań w Serie C2. W 1993 roku podpisał kontrakt z Udinese Calcio i 5 września w wygranym 2:1 meczu z Cagliari Calcio zadebiutował w rozgrywkach Serie A. Na Stadio Friuli Bertotto spędził łącznie 13 sezonów, w trakcie których wystąpił w 334 ligowych pojedynkach. Tym samym pobił rekord należący do Pietro Zampy w ilości rozegranych meczów dla Udinese. W 2001 roku włoski obrońca razem ze swoim zespołem zwyciężył w Pucharze Intertoto.
W lipcu 2006 roku Bertotto odszedł do Sieny. W jej barwach zadebiutował 10 września w zwycięskim 2:1 wyjazdowym spotkaniu z Chievo Werona. Po rozegraniu dla „Bianconerich” 43 meczów, w czerwcu 2008 roku Włoch został wolnym agentem. Zatrudnienie znalazł dopiero 31 stycznia 2009 roku, kiedy to został zawodnikiem klubu SSC Venezia. Występował w nim do końca rozgrywek występując w tym czasie w 12 spotkaniach Serie C1. Od czasu rozwiązania kontraktu z Venezią Bertotto jest bez przynależności klubowej.

## Kariera reprezentacyjna
W reprezentacji Włoch Bertotto zadebiutował 11 października 2000 roku w zwycięskim 2:0 spotkaniu przeciwko Gruzji będącym częścią eliminacji do Mistrzostw Świata 2002. Łącznie dla drużyny narodowej były gracz Udinese rozegrał 4 pojedynki.